# 黎英海
黎英海（1927年—2007年1月5日），男，四川富顺人，中国音乐理论家，作曲家，中国音乐家协会常务理事，中国音乐学院原副院长、教授。